# 黑剪嘴鸥
黑剪嘴鸥（学名：Rynchops niger），是鸻形目鸥科的一种鸟类。

## 特征
黑剪嘴鸥体重约297.73克，翼长约365.7毫米，嘴峰长约83.7毫米，喙宽度约7.4毫米，喙厚度约25.1毫米，跗蹠长约32.3毫米，尾长约130.5毫米。黑剪嘴鸥是部分迁徙的鸟类，其栖息在开放的河流环境中，食性为肉食性，主要食物来源是水生动物。

## 亚种
- ：分布于美国沿海和墨西哥；越冬于巴拿马。
- ：分布于南美北部的海岸和河流至玻利维亚和阿根廷西北部的海岸和河流。
- ：分布于巴西东部至巴拉圭、乌拉圭和阿根廷东北部。[4]